# Walter Kaufmann (skladatel)
Walter Kaufmann (1. dubna 1907 Karlovy Vary – 9. září 1984 Bloomington, Indiana, Spojené státy americké) byl hudební vědec, skladatel, pedagog a dirigent, narozený v Čechách.

## Život
Studoval na Německé univerzitě v Praze filozofii a hudební vědu. Ve skladbě byl žákem Fidelia Finka. Vedle toho studoval v Berlíně na Hochschule für Musik. Po dokončení studia byl dirigentem v několika menších evropských divadlech a symfonických orchestrech. Vzhledem ke svému židovskému původu byl nucen v roce 1934 opustit Evropu a odešel do Indie, kde se stal ředitelem oddělení evropské hudby v All-India Radio v Bombaji.
Po skončení 2. světové války pracoval jako hostující dirigent BBC v Londýně a jako hudební asistent ve filmových studiích J. Arthur Rank films. V roce 1947 se přestěhoval do Kanady. Nejprve byl vedoucím klavírního oddělení konzervatoře v Halifaxu (Maritime Conservatory of Music). O rok později se ve Winipegu stal dirigentem nově vytvořeného symfonického orchestru Winnipeg Symphony Orchestra a ředitelem jeho smíšeného sboru Winnipeg Philharmonic Choir. Rovněž obnovil činnost mužského sboru (Winnipeg Male Voice Choir). V roce 1957 odešel do Spojených států a stal se profesorem muzikologie na University of Indiana v Bloomingtonu ve státě Indiana. V roce 1964 získal americké občanství.
Kromě bohaté skladatelské činnosti je známý zejména svými pracemi v oblasti asijské hudby. Věnoval se zejména hudbě Indie, Tibetu a Číny. Sbíral etnickou hudbu v Tibetu, Nepálu, Bhútánu a v některých regionech Indie.
Z řady titulů jeho skladeb je zřejmé, že si uchoval vřelý vztah ke své rodné zemi. Zkomponoval např. suitu pro velký orchestr Praha, Slovanské tance, či Dvě české skici pro housle a klavír.

## Dílo

### Jevištní díla
- Anasuya (rozhlasová opera)
- Bashmachkin (The Cloak) (opera)
- Chocolate Sundae (A Parfait for Irene) (opera)
- Christmas Slippers (opera)
- The Cloak (The Coat) (opera)
- The Daughter of the Caravan (opera)
- Die weisse Göttin (Operetta)
- The Drugstore (A Parfait for Irene) (opera)
- Esther (Hadassah) (opera)
- George from Paradise (opera)
- The Ghost of Shay-Nyang (hudební komedie)
- The Golden Touch (opera)
- Hadassah (Esther) (opera)
- Der Hammel bringt es an den Tag (opera)
- Heute Nacht Fräulein (opera)
- A Hoosier Tale (opera)
- The King Calls (rozhlasová opera)
- The Little Matchgirl (opera)
- Der Mantel (The Cloak) (opera)
- Paracelsus (opera)
- A Parfait for Irene (opera)
- The Philosopher in the Box (hudební komedie)
- The Portrait (opera)
- The Research (opera)
- Rip Van Winkle (opera)
- The Rose and the Ring (balet)
- Rupert the Great (melodram)
- Ruth (opera)
- The Scarlet Letter (opera)
- The Seventh Goat of Uncle Timothy (melodram)
- Sganarelle (opera)
- The Three Wishes (opera)
- Tonight Young Lady (opera)
- Visages (balet)
- Wang (balet)

### Orchestrální skladby
- 6 symfonií
- Andhera: A Fantasy for Orchestra
- Caprice
- Chivaree Overture
- Coronation Cantata
- Dirge for Orchestra
- Evocation for Orchestra
- Faces in the Dark
- Festival Overture
- Fleet Street Tavern Overture
- Four Essays for Six Wind Instruments, Percussion, and Strings (v dvanáctitónovém systému)
- Four Essays for Small Orchestra
- Four Skies
- Fugue on „Three Blind Mice“
- Hi-Ho!
- Homage to the Fourth Indian Division
- Indian Balletino
- Indian Facades: A Solemn Rhapsody for Orchestra
- Indian Nocturne
- An Indian Symphony
- Kalif Stork
- Madras Express
- Nocturne
- Overture Classique
- Pembina Road
- Phantasmagoria
- Potop: Suite for Orchestra
- Prag: Suite für grosses Orchester
- Rhapsodie für grosses Orchester
- Rhapsody for Orchestra
- Roller Coaster
- Short Suite
- Sinfonietta No. 1
- Sinfonietta No. 2
- Six Indian Miniatures
- Slavonic Dances
- Strange Town at Night
- Suite grotesque
- Swanee River Variations
- Symphonie im klassischen Stil in C-dur
- Three Dances to an Indian Play
- Vaudeville Overture

### Klavírní skladby
- 4 sonatiny
- 3 Spanish Dances
- 12 Kleine Klavierstücke
- Arabesque for Two Pianos
- Chromatische Sonate für Klavier: 5 kleine Sätze
- Concertino for Solo Klavier
- Easter Sunday
- Eastern Rhapsody: 6 Etudes for Klavier
- Faces in the Dark: Twelve Preludes for Piano
- Klavierauszug zum 'Indian Balletino'
- Pastorale
- Scherzo for Klavier
- Scrapbook for Piano
- Six Dances for Piano
- Two Compositions for Piano
- Variations for Piano
- Zwei Klavierstücke

### Komorní skladby
- Sonatina pro flétnu a klavír
- 12 sonatin pro housle a klavír
- 9 sonát pro housle a klavír
- Two Bohemian Sketches pro housle a klavír
- Eclogue pro housle a klavír
- Romance pro housle a klavír
- Partita pro violu
- Meditation pro violoncello
- 2 smyčcová tria
- 2 klavírní tria
- Zwei Musiken für Streichquartett
- Kleines Streichquartett
- 13 smyčcových kvartetů
- Suite for String Quartet
- Quatuor Classique
- Septet
- Kammermusik for Flute and Violin
- Partita pro dechový kvintet
- Eight Pieces for Twelve Instruments

Kromě toho zkomponoval řadu písní, písňových cyklů a sborů.

### Muzikologická díla
- Altindien (Musikgeschichte in Bildern, Bd. 2 ; Musik des Alterums, Lfg. 8. Leipzig, Deutscher Verlag fur Musik, 1981)
- Musical Notations of the Orient: Notational Systems of Continental, East, South and Central Asia (Indiana University Humanities Series, no. 60. Bloomington, Indiana University Press, 1967)
- Musical References in the Chinese Classics (Detroit, Information Coordinators, 1976)
- The Ragas of North India (Bloomington, Indiana University Press, 1968)
- The Ragas of South India: A Catalogue of Scalar Material (Bloomington, Indiana University Press, 1976)
- Selected Musical Terms of Non-Western Cultures: A Notebook-Glossary (Detroit Studies in Music Bibliography, no. 65. Warren, MI, Harmonie Park Press, 1990)
- Tibetan Buddhist Chant: Musical Notations and Interpretations of a Song Book by the Bkah Brgyud Pa and Sa Skya Pa Sects (Indiana University Humanities Series, no. 70. Bloomington, Indiana University Press, 1975)